# Hans Dinckel
Hans Dinckel (auch Dünckel) (* um 1475–1480 in Bietigheim; † nach 1542) war ein deutscher Orgelbauer und Organist des 16. Jahrhunderts.

## Leben und Werk
Dinckel studierte ab 1495 in Tübingen und absolvierte dort im Jahr 1497 seinen Baccalaureus. Anschließend begann er mit einer Lehre im Orgelbauhandwerk, die er vermutlich bei Wolfgang Reichenauer in Heilbronn verrichtete. Nachdem sein Lehrmeister vermutlich bei den Arbeiten an einer neuen Orgel für den Speyerer Dom verstorben war, vollendete Dinckel das Werk in den Jahren 1505–1507. Im Anschluss an seine Arbeiten war er noch bis 1510 als Organist für den Dom tätig. 
Vermutlich baute er um 1510 eine neue Orgel für das St.-Guido-Stift in Speyer und reparierte die Orgel in der Kapelle des Heidelberger Schlosses. Für die Neustadter Stiftskirche baute Dinckel 1515 ein neues Instrument. In den Folgejahren baute er zunächst eine neue kleine Orgel für die St.-Georg-Kirche im elsässischen Hagenau und führte 1520 auch einen Neubau der Hauptorgel durch. Bis 1529 führte er Erneuerungsarbeiten an den Orgeln der Heidelberger Schlosskapelle aus und baute anschließend bis 1531 ein neues Instrument für das Freiburger Münster.